# الشيطان امرأة (فلم 1993)
الشيطان امرأة هو فيلمٌ جزائريٌ أُنتج عام 1992. وهو الفيلم الوحيد لمخرجته حفصة زينات قوديل.

## قصة الفيلم
حادثة حقيقية. يفشل حبيب في دراسته، فينضم للجماعات المتطرفة. أمّا والده فيلجأ للشعوذة للهروب من مشاكله. ثم يحاول إجبار زوجته على لبس الحجاب، لكنها ترفض، فيلجأ زوجها للمشعوذين لإخراج الشيطان منها، لكن طرقهم الغريبة تؤدي إلى وفاتها.

## وصلات خارجية
- مقالات تستعمل روابط فنية بلا صلة مع ويكي بيانات
- الشيطان امرأة على كاروهات